# Nationale Bibliotheek van Noorwegen
De Nationale Bibliotheek van Noorwegen (Noors: Nasjonalbiblioteket) is de nationale bibliotheek van Noorwegen in Oslo.
Voor 1989 lag de taak van nationale bibliotheek bij de Universiteit van Oslo.
De Noorse ISBN Agency, die verantwoordelijk is voor het toekennen van ISBN's met prefix 82 - en 978-82 -, maakt deel uit van de Nationale Bibliotheek van Noorwegen.
In Mo i Rana is een dependance van de Nationale Bibliotheek van Noorwegen.